# إن إيه-7 (دير زيرين-ll)
إم إيه-7 هي دائرة انتخابية للمجلس الوطني في باكستان. وهي تضم مقاطعة دير زيرين. كانت تعرف سابقا باسم إم إيه-34 (دير زيرين) من 1977 إلى 2018. وفي عام 2002 تم تغيير اسمها إلى إم إيه-7 بعد ترسيم الحدود في عام 2018.

## وصلات خارجية
- نتيجة الانتخابات الموقع الرسمي